# Antoine Thomas

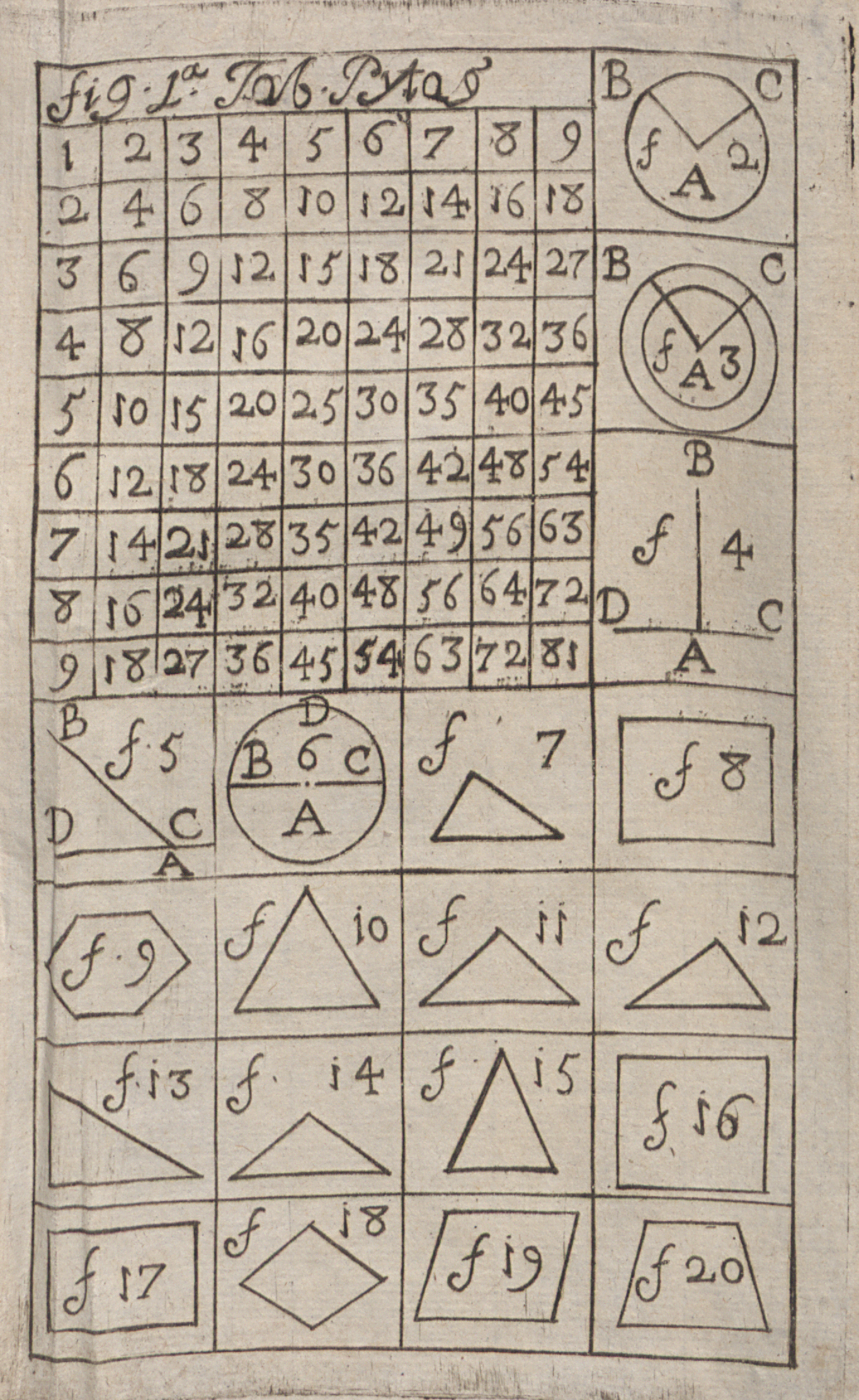
Synopsis mathematica, 1685

Antoine Thomas (Namur, 25 gennaio 1644 – Pechino, 29 giugno 1709) è stato un gesuita e missionario belga.

## Biografia
Entrò nella Compagnia di Gesù nel 1660 e insegnò nelle scuole di Armentières, Huy e Tournai. Molto colto in matematica ed astronomia fu inviato, come da sua richiesta, missionario in Cina (1677). Dopo un viaggio in mare lungo e difficile — passando attraverso Goa, Siam (Thailandia) e Malacca — raggiunse Macao nel 1682, giusto in tempo per osservare un'eclissi di sole (1683).

## La missione in Cina
Raggiunge a Pechino l'anziano padre Ferdinand Verbiest, che lo aveva convocato e lì fu presto nominato “Vicepresidente del Tribunale di Matematica” un'istituzione molto importante nell'impero cinese. Alla morte di Verbiest (1688) Thomas prese il suo posto come maggiore matematico ed esperto astronomo di Cina. Poi fu per venti anni uno stretto consigliere dell'imperatore Kangxi che, oltre alle domande scientifiche, lo consultava anche per le questioni religiose e morali.
Nel 1692 ottenne un "editto di tolleranza" che diede ai missionari la quasi totale libertà di predicare Cristianesimo. In quel tempo, mentre in Cina il futuro di fede cristiana diveniva luminoso, in Europa prendeva piede "la controversia dei riti cinesi".

### I riti cinesi
Charles Maillard de Tournon, un legato del papa, arrivò a Pechino nel 1705 presumibilmente per indagare sull'ortodossia dei riti cinesi. Idea della quale era già convinto. Totalmente inosservante dei costumi e dell'etichetta cinese offese l'imperatore che dapprima lo aveva accolto bene.
Nessuna implorazione di Thomas, allora superiore dei gesuiti in Cina, riuscì ad evitare che Tournon emettesse il decreto di Nanking (1707) che obbligava i missionari, sotto severe penalità, ad abolire quei riti. Thomas fece un ulteriore disperato tentativo, implorando il legato di differire l'attuazione del decreto in attesa di nuove notizie da Roma, ma rimase inascoltato.
Il padre Antoine Thomas morì poco dopo (1709, a Pechino) e fu seppellito accanto al suo amico e predecessore Ferdinand Verbiest nel cimitero dei gesuiti di Pechino.

## Opere
- (LA) Antoine Thomas, Synopsis mathematica. Pars prima, Duaci, Michele Mairesse, 1685. URL consultato il 14 giugno 2015.

- (LA) Antoine Thomas, Synopsis mathematica. Pars secunda, Duaci, Michele Mairesse, 1685. URL consultato il 14 giugno 2015.

- (FR) Antoine Léonard Thomas, Eloge de René Descartes, Yverdon, sn, 1765. URL consultato il 14 giugno 2015.